# 五百川
五百川（ごひゃくがわ）は、福島県郡山市および本宮市を流れる一級河川。阿武隈川水系の左岸支流である。

## 流路
福島県郡山市北西部の奥羽山脈東麓に源を発し東へ流れる。磐梯熱海温泉を流れ下り、安達太良山南山麓を源流とする石筵川を合わせる。磐越自動車道五百川パーキングエリア付近から郡山市と本宮市との境界となりそのまま阿武隈川に合流する。

## 名称の由来
萩姫伝説と呼ばれる古くからの伝説がある。その昔京都の「萩姫」という姫が病にかかった時、「京から北に五百番目の川を上りなさい。」と言われ、姫はその五百番目の川を探し旅をした。そして五百番目の川である五百川の磐梯熱海温泉を見つけ、その湯に入るとたちまち病は治ったという話である。郡山市では毎年「萩姫まつり」が開かれている。

## 橋梁
下流より記載
- 五百川橋 - 福島県道355号須賀川二本松線
- 高倉橋 - 二級市道020201号町裏下河原線
- 五百川橋梁 - JR東北本線
- 日本橋 - 国道4号
- 下関下橋 - 本宮市道下関下19号線
- 五百川橋 - 東北自動車道
- 上関下橋 - 福島県道296号荒井郡山線
- 新五百川橋 - 磐越自動車道
- 旧輪ヶ渕橋 - 一般市道450464号輪ケ淵歩道橋線
- 輪ヶ渕橋（福島県道357号岩根日和田線
- 新黒岩橋 - 福島県道8号本宮熱海線
- 横手橋 - 一級市道010002号安子島高玉線
- 二ツ橋 - 福島県道8号本宮熱海線
- 富士坦橋 - 一般市道荻河原川原線
- 磐梯熱海大橋 - 国道49号熱海バイパス
- 五百川橋梁 - JR磐越西線
- 熱海橋 - 福島県道200号磐梯熱海停車場線
- 安積疏水橋 - 安積疏水
- 大峯橋 - 二級市道020106号夏出熱海線
- 蓬橋 - 一般市道230112号熱海五丁目二渡線
- 小滝橋 - 一般市道230112号熱海五丁目二渡線
- 竹ノ内橋 - 一般市道240146号西向山松林線
- 東京電力竹之内発電所構内橋
- 大作橋 - 一般市道240148号竹ノ内鞍手山線
- 五百川橋 - 国道49号
- 東京電力沼上発電所構内橋
- 第二五百川橋梁 - JR磐越西線

## 河川施設
安積疏水
五百川上流部は猪苗代湖を水源とする安積疏水の水路として利用されている。用水は猪苗代湖北東岸の上戸取水口より取水し、奥羽山脈を沼上隧道で貫き五百川上流部に滝となって流下する。用水は熱海温泉近くに設けられた熱海頭首工により分配され安積疏水幹線水路へと導かれる。また五百川沿いには猪苗代湖から熱海頭首工までの約200mの落差を利用した上から順に沼上、竹ノ内、丸守の3つの水力発電所が明治、大正時代から設けられており郡山市の近代化、工業の発展に貢献した。

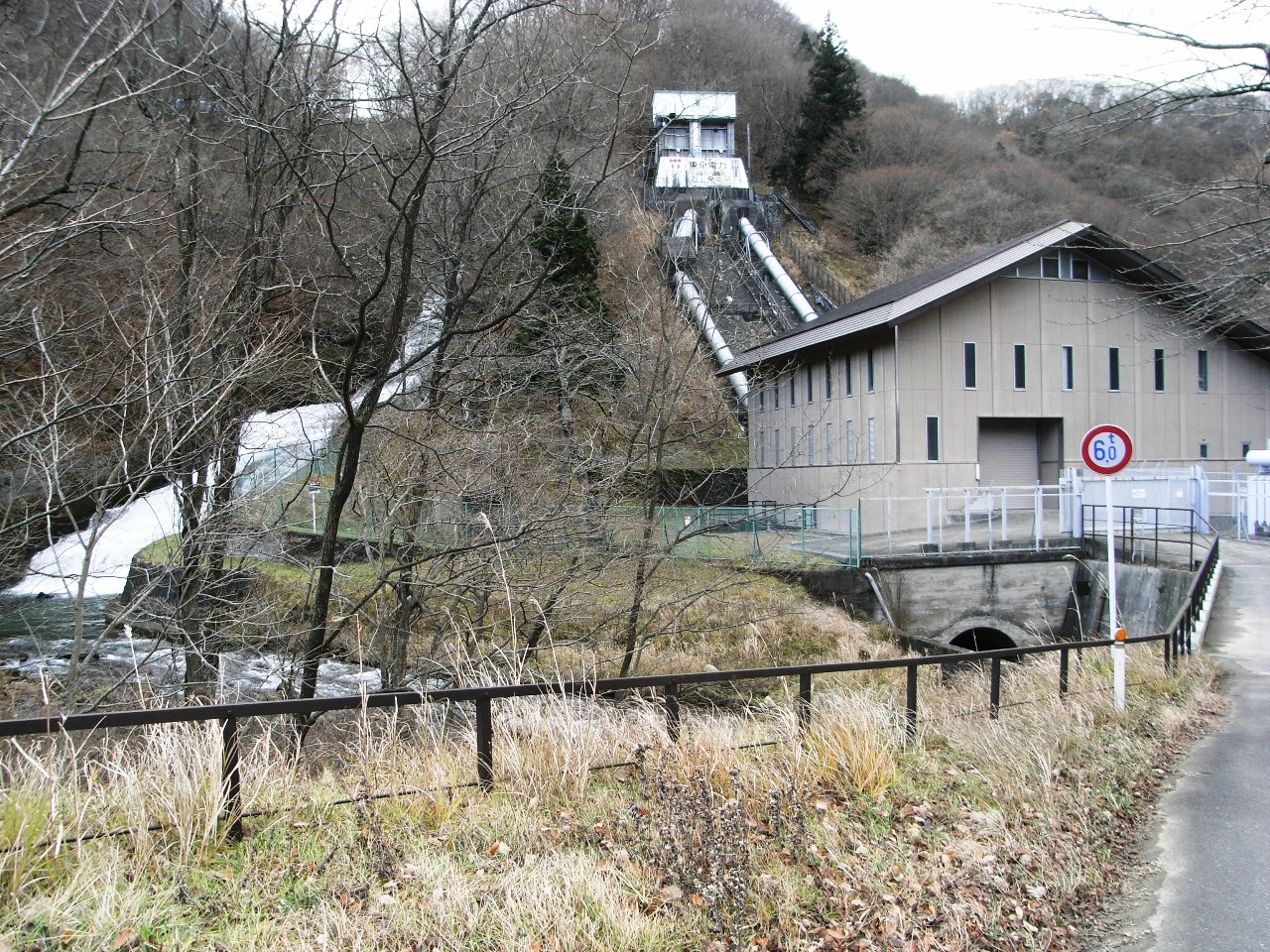
東京電力・沼上発電所
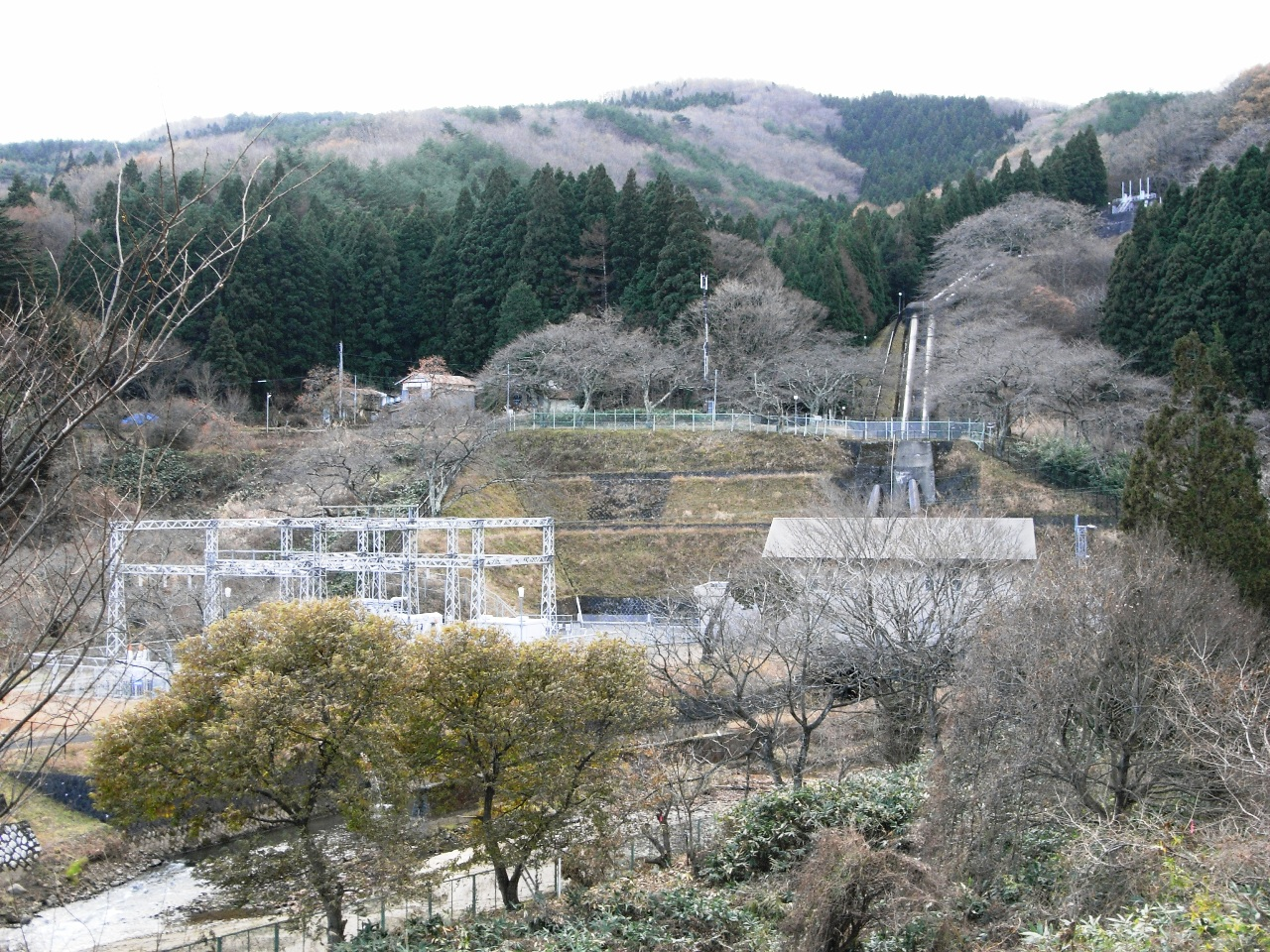
東京電力・竹ノ内発電所
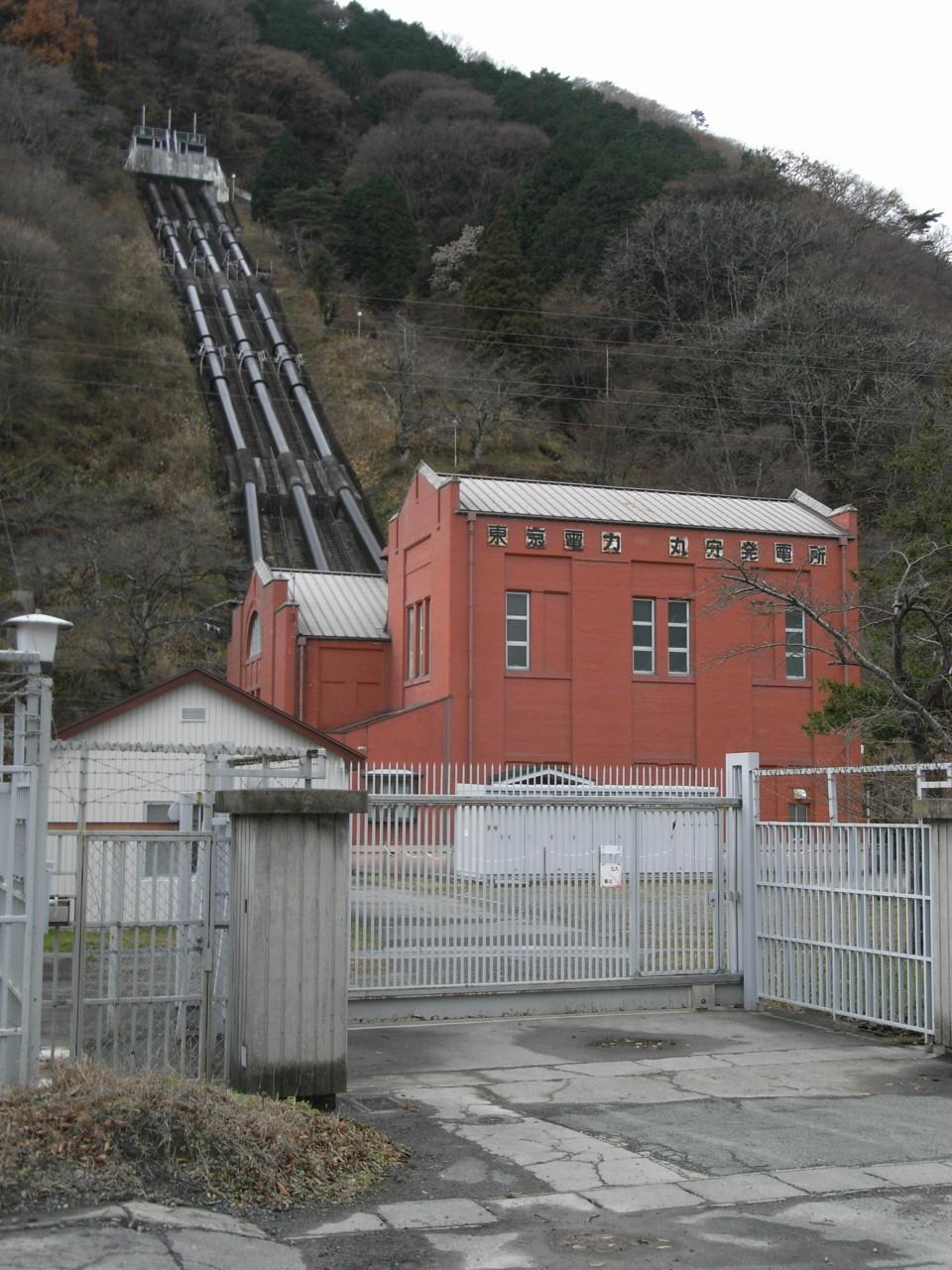
東京電力・丸守発電所
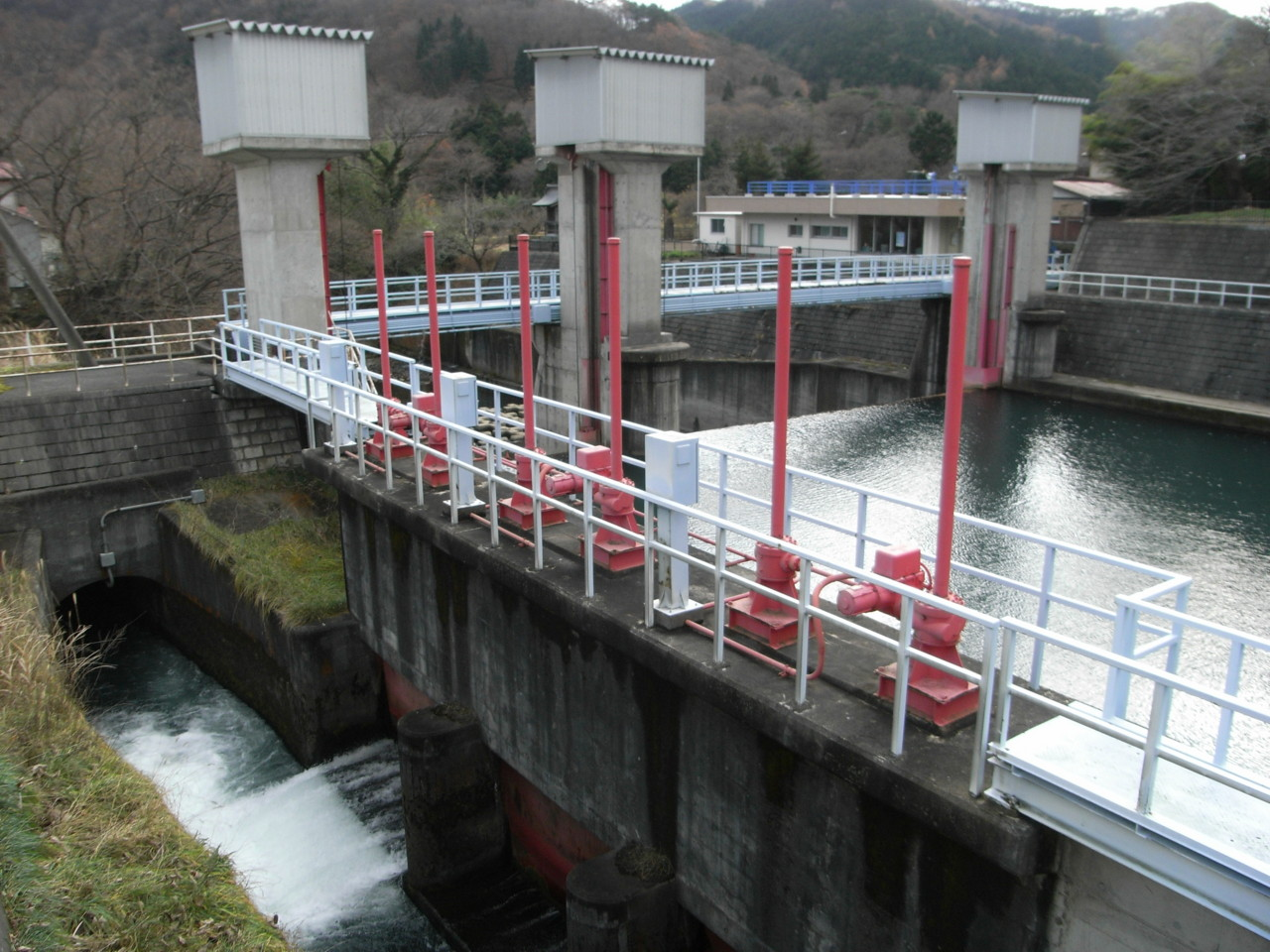
安積疏水・熱海頭首工

## 周辺施設など
- 中ノ沢温泉
- 沼尻スキー場
- 母成峠
- 中山峠
- 高玉金山
- 五百川駅
- アサヒビール福島工場
- 本宮市立五百川小学校